# Каји
Каји (фр. Cailly) насеље је и општина у северној Француској у региону Горња Нормандија, у департману Приморска Сена која припада префектури Руан.
По подацима из 2011. године у општини је живело 708 становника, а густина насељености је износила 130,15 становника/km². Општина се простире на површини од 5,44 km². Налази се на средњој надморској висини од 114 метара (максималној 176 m, а минималној 111 m).

## Демографија
| 1962. | 1968. | 1975. | 1982. | 1990. | 1999. | 2011. |
| ----- | ----- | ----- | ----- | ----- | ----- | ----- |
| 313   | 333   | 500   | 640   | 685   | 739   | 708   |

График промене броја становника у току последњих година